# Stenocephalum
Stenocephalum é um género botânico pertencente à família Asteraceae.

## Espécies
O género Stenocephalum inclui onze espécies descritas, das quais cinco se encontram aceites:
- Stenocephalum apiculatum Sch.Bip.
- Stenocephalum hystrix (Chodat) H.Rob.
- Stenocephalum juncundum (Gleason) H.Rob.
- Stenocephalum megapotamicum (Spreng.) Sch.Bip.
- Stenocephalum tragiaefolium (DC.) Sch.Bip.